# Ricinocarpeae
Ricinocarpeae — триба квіткових рослин родини молочайних (Euphorbiaceae).

## Роди
- підтриба Bertyinae
  - Bertya
  - Borneodendron
  - Cocconerion
  - Myricanthe
- підтриба Ricinocarpinae
  - Alphandia
  - Beyeria
  - Ricinocarpos